# Mauretanische Fußballnationalmannschaft der Frauen
Die mauretanische Frauenfußballnationalmannschaft ist eine Auswahlmannschaft der Fédération de Football de la République Islamique de Mauritanie, die das Land Mauretanien auf internationaler Ebene bei Frauen-Länderspielen vertritt. Die Mannschaft nahm bislang nur an der Westafrikameisterschaft und an der Qualifikation zum Afrika-Cup teil, jedoch nicht am Afrika-Cup selbst oder an Weltmeisterschaften.

## Geschichte
Ihr erstes Spiel absolvierte die Mannschaft am 30. Juli 2019. Das Freundschaftsspiel gegen Dschibuti wurde mit 3:1 verloren. Bei der Qualifikation zum Afrika-Cup 2022 verlor Mauretanien in der ersten Qualifikationsrunde beide Spiele gegen Guinea-Bissau und verpasste damit die Qualifikation. Ebenso verlor die Mannschaft bei der Westafrikameisterschaft 2023 beide Gruppenspiele gegen Guinea-Bissau und Kap Verde und schied damit als Gruppenletzter aus.

## Turniere

### Weltmeisterschaft
- 1991 bis 2027 – nicht teilgenommen

### Afrika-Cup
- 1991 bis 2020 – nicht teilgenommen
- 2022 – nicht qualifiziert
- 2025 – nicht teilgenommen
- 2026 – nicht teilgenommen

### Westafrikameisterschaft
- 2020 – nicht teilgenommen
- 2023 – Gruppenphase